# Condado de Hajnówka
Nota linguística: Não confundir hrabstwo (condado) com powiat (divisão administrativa)..
Hajnówka (polaco: powiat hajnowski) é um powiat (condado) da Polónia, na voivodia de Podláquia. A sede é a cidade de Hajnówka. Estende-se por uma área de 1623,65 km², com 48 664 habitantes, segundo os censos de 2005, com uma densidade 29,97 hab/km².

## Divisões admistrativas
O condado possui:
Comunas urbanas: Hajnówka
Comunas urbana-rurais: Kleszczele
Comunas rurais: Białowieża, Czeremcha, Czyże, Dubicze Cerkiewne, Hajnówka, Narew, Narewka
Cidades: Hajnówka, Kleszczele

## Demografia
População (dados de 30 de Junho de 2005):
|          | Total   | Total | Mulheres | Mulheres | Homens  | Homens |
| -------- | ------- | ----- | -------- | -------- | ------- | ------ |
|          | pessoas | %     | pessoas  | %        | pessoas | %      |
| Total    | 48 664  | 100   | 24 982   | 51,3     | 23 682  | 48,7   |
| Cidades  | 23 678  | 100   | 12 450   | 52,6     | 11 228  | 47,4   |
| Povoados | 24 986  | 100   | 12 532   | 50,2     | 12 454  | 49,8   |